# Besse (Dordogne)
Besse – miejscowość i gmina we Francji, w regionie Nowa Akwitania, w departamencie Dordogne.
Według danych na rok 1990 gminę zamieszkiwało 171 osób, a gęstość zaludnienia wynosiła 11 osób/km² (wśród 2290 gmin Akwitanii Besse plasuje się na 1006. miejscu pod względem liczby ludności, natomiast pod względem powierzchni na miejscu 728.).